# María Rivas (actriz)
María de los Dolores Rivas Diéguez, más conocida como María Rivas (Las Ribas, Cataluña, 21 de agosto de 1931-Ciudad de México, 14 de enero de 2013), fue una primera actriz mexicana de origen español, reconocida por su trayectoria en cine y televisión desde la década de los cincuenta.

## Biografía
En 1957 conoció al actor mexicano Carlos Baena, con quien se casó.
Tuvieron un hijo, Mario Baena Rivas, que nació ese mismo año (1957).
En 1958 se mudaron a México y al poco tiempo se divorciaron.
Vivió muchos años en Las Lomas de Chapultepec (en México DF), y después se mudó a un departamento en Polanco (México DF).
Hacia 1964 se casó con Luis de Llano Palmer, con quien tuvo a su segundo hijo, Miguel (1965-2007). Se divorciaron tras 14 años de matrimonio, en 1978. El 11 de septiembre de 2007 falleció su hijo menor, Miguel, a los 42 años de edad.
María Rivas falleció el 14 de enero de 2013 en la Ciudad de México.

## Filmografía

### Cine
- 1969: La maestra inolvidable, como Carmen Andrade Bravo.
- 1969: Flor marchita, como Esther Almada.
- 1965: Misión Lisboa.
- 1963: La pandilla de los once.
- 1960: El Jinete Solitario, en el Valle de los Desaparecidos: La venganza del Jinete Solitario, como Rosita.
- 1958: Miércoles de ceniza, como Silvia.
- 1958: Café de puerto.
- 1958: La máscara de carne.
- 1955: ¡Aquí hay petróleo!, como Rosalía.
- 1954: Brindis al cielo.
- 1954: Manicomio.
- 1954: Elena.
- 1953: Hermano menor.
- 1953: Ha desaparecido un pasajero.
- 1952: Dos vidas.

### Telenovelas
- 1997: Gente bien, como Doña Sara Vda. de Dumas "Mamá Sara".
- 1996: La antorcha encendida, como Virreina Inés de Jáuregui.
- 1987: La indomable, como Doña Adela Echánove.
- 1982: Leona Vicario, como María Soto.
- 1981: Los Pardaillán, como Juana de Piennes.
- 1980: La divina Sarah, como Croisette.
- 1977: Yo no pedí vivir, como Soledad.
- 1970: La gata, como Renata Santacruz "La Gata".
- 1969: Mi amor por ti, como Silvia.
- 1969: Rosario, como Rosario/Olvido.
- 1967: Lo prohibido.
- 1966: El derecho de nacer, como María Elena del Junco.
- 1966: El despertar, como Nora.
- 1965: Maximiliano y Carlota, como Carlota.
- 1965: Marina Lavalle, como Marina Lavalle.
- 1964: La máscara del ángel.
- 1963: Vidas cruzadas.
- 1963: La desconocida, como Diana.
- 1962: Janina, como Janina.
- 1962: La cobarde, como Mara.